# Bergères-lès-Vertus
Bergères-lès-Vertus település Franciaországban, Marne megyében. Lakosainak száma 580 fő (2022. január 1.). Bergères-lès-Vertus Val-des-Marais, Étréchy, Pierre-Morains, Trécon és Blancs-Coteaux községekkel határos.

## Népesség
A település népességének változása:
| Lakosok száma | 517  | 510  | 536  | 538  | 603  | 630  | 615  | 576  | 579  | 580  |
|               | 1968 | 1982 | 1990 | 2006 | 2013 | 2015 | 2017 | 2019 | 2020 | 2022 |